# チュウキョ〜くん
チュウキョ〜くんは、中京テレビ放送（CTV）のマスコットキャラクター。

## 概要
2000年4月より同局の放送の中で登場。2017年現在でも、同局で放送されるミニ番組『まんなかチュウキョ〜!』や番組宣伝CM、中京テレビが主催する屋外イベントなどで見る事ができる。2006年頃までは番組宣伝を兼ねた短編CGアニメーション番組『チュウキョ〜くんの世界』が放送されていたが、この番組では彼を取り巻く様々な仲間達が登場していた。名前は、中京テレビの社名「中京（ちゅうきょう）」に由来する。

## 特徴
- 白くて楕円形の、饅頭のような姿をしたかわいらしい生物。唇が厚ぼったく、口を縦に大きく開けた姿が、中京テレビの「中」の字に似ている（普段は口を閉じている）。体形は北海道テレビ放送（HTB）のマスコットキャラクター「onちゃん」によく似ている。ちなみにCTVとHTBは共にアナログ放送の親局が35ch。
- いつも「チュウキョ」「チュウキョ」と、言葉とも鳴き声とも付かない声を発する。基本的に「チュウキョ」以外の言葉をしゃべる事はないが、稀に他の言葉をしゃべる事もある。2006年頃まで[要検証 – ノート]は、番組宣伝CMの放送中にチュウキョ〜くんがアフロヘアの男性キャラクター「レニ」が弾くギターに合わせて「チュウキョーの新製品」と歌う姿も見られた。
- 仲間に猫の「ネコ夫」がいる。

## その他
- 同じ東海３県にある放送局には、CBCテレビの「シェアシェア」、東海テレビの「イッチー」、名古屋テレビ（メ〜テレ）の「ウルフィ」、ぎふチャン の ｢UPるんチャン｣、三重テレビ の ｢エムっとくん｣ 、テレビ愛知 の「といろちゃん」がいる[2]。
  - 2023年8月開催の『FIBAバスケットボール・ワールドカップ』が日本テレビ系列とテレビ朝日系列で放送する関係から、メ～テレのウルフィとのコラボも実現。期間限定の合体キャラクター「メ～キョ～くん」も作られた[3]。
- 名古屋市営地下鉄では、2000年代前半にこのチュウキョ〜くんを絵柄に用いたラッピング車両が一部走行しているのが見られた。
- 2000年末まではチュウキョ〜くんが大きく口を開いた姿がそのまま中京テレビの「中」の字になっている局ロゴマークが使用されていたが、2001年から2016年3月31日（後述の新コーポレートマーク採用）までは文字の上にチュウキョ〜くんが直立したロゴマークが使用されていた。
  - 但し、前者は廃止された訳ではなく、2008年当時では同局の関連会社が運営する住宅展示場「中京テレビハウジングパークみなと（現:中京テレビハウジングみなと）（2020年3月1日閉鎖）」のCMなどで見る事ができた。なお、2001年から2016年まで使用されたロゴマークは、2008年9月から2014年3月までと2015年3月30日から2016年3月31日まで、同局のデジタル放送で付加したチャンネルロゴ表示にも採用されていた。デジタル放送の受信機表示アイコンにも、直立のチュウキョ〜くん（文字はない）が使用されている（背景色はピンク色）。
- 中京テレビは、2016年11月21日の新社屋移転に伴い、同年4月1日に新コーポレートマークの使用が開始されたが、チュウキョ〜くんも引き続き使用する。
- NNN系列他局マスコットキャラクター
- なんだろう→ダベア、そらジロー（日本テレビ）
- テレビヤン→ウキキ・ミニニ→シノビー（読売テレビ）